# Sciapus nervosus
Sciapus nervosus är en tvåvingeart som först beskrevs av Lehmann 1822.  Sciapus nervosus ingår i släktet Sciapus och familjen styltflugor. Inga underarter finns listade i Catalogue of Life.